# Parizj
Parizj (Russisch: Париж) is een dorp (selo) in het district Nagajbakski van de Russische oblast Tsjeljabinsk. Het dorp is naar de hoofdstad van Frankrijk genoemd (Parizj is Russisch voor Parijs). Het grootste deel van de bevolking bestaat uit Nağaybäklär.
Aan het begin van de 19e eeuw werden meerdere dorpen in deze streek naar Europese hoofdsteden genoemd. Dit dorp werd gesticht in 1842 door Tataarse Nağaybäklär-Kozakken (Orenburg) die hiermee de Slag om Parijs wilden herdenken, daar vele kozakken vanuit deze streek mee hadden gevochten in een regiment van het Russische leger. Andere lokale dorpen die verwijzen naar Russische overwinningen tijdens de Napoleontische oorlogen (in 1799 en van 1813 tot 1814) zijn het districtcentrum Fersjampenoeaz (Fère-Champenoise), Kassel, Lejptsig (Leipzig) en Berlin (Berlijn).
Op 24 juni 2005 werd in klein-Parijs een schaalmodel van de Eiffeltoren plechtig ingehuldigd. De toren is vijf keer kleiner dan de originele, en dient als mast voor een cellulair netwerk (GSM), maar men hoopt met deze nieuwe bezienswaardigheid ook toeristen naar Parizj te laten komen.
Naar het dorp is het verhaal Podsolnoechi v Parizje (Подсолнухи в Париже; "Zonnebloemen in Parijs") van Sergej Markov genoemd, dat gebaseerd is op waargebeurde gebeurtenissen uit de Russische Burgeroorlog.